# Współczynnik oporu aerodynamicznego

Współczynnik oporu

{\displaystyle C_{x}} ({\displaystyle C_{d},} {\displaystyle C_{w}}) – współczynnik czołowego oporu aerodynamicznego. Współczynnik oporu powietrza {\displaystyle C_{x}} uzależniony jest od kształtu danego obiektu oraz gładkości jego powierzchni.
Współczynnik {\displaystyle C_{x}} określa się doświadczalnie (w tunelu aerodynamicznym lub przez próby drogowe).